# Lithosia
Lithosia är ett släkte av fjärilar som beskrevs av Fabricius 1798. Lithosia ingår i familjen björnspinnare.

## Bildgalleri

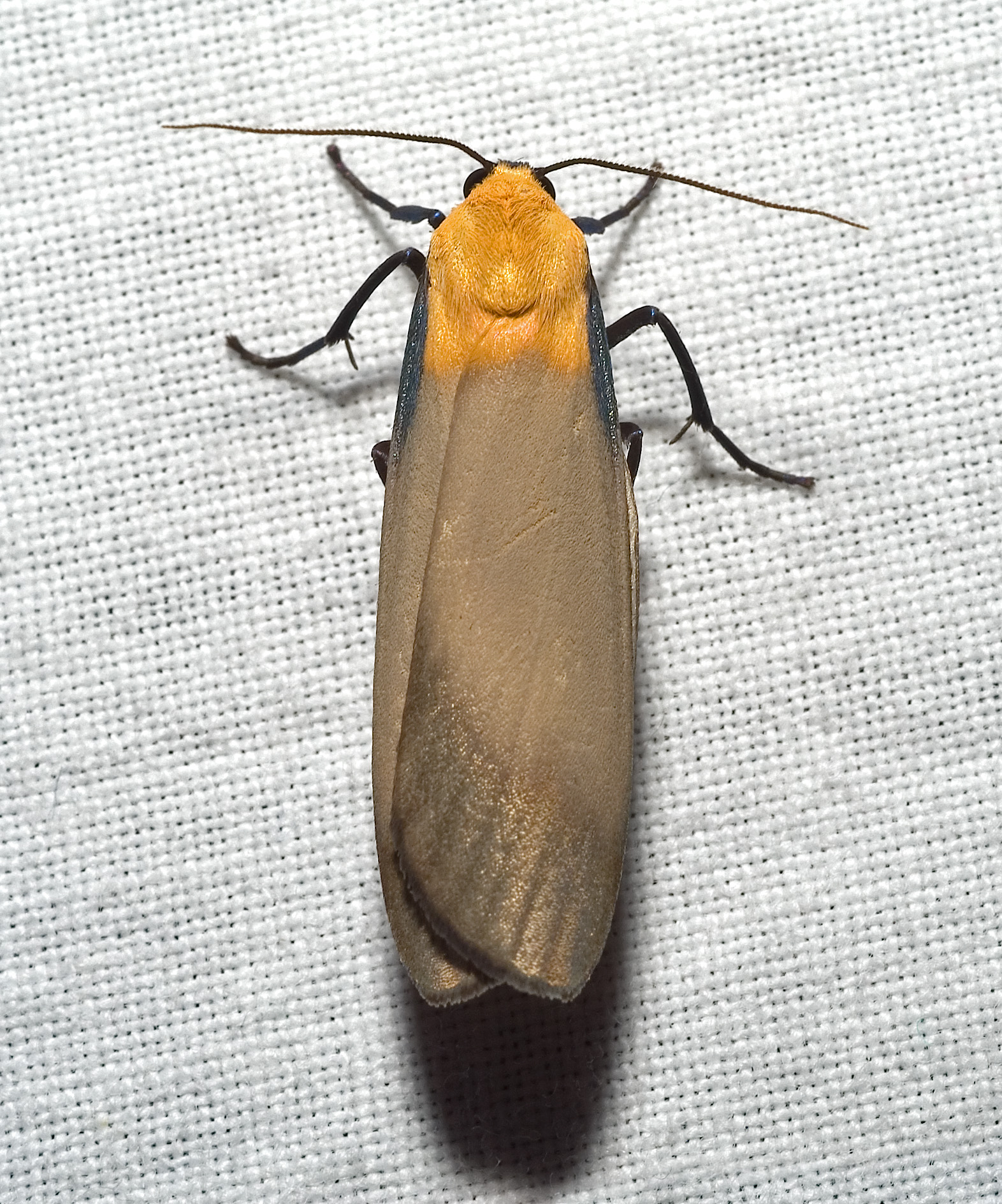
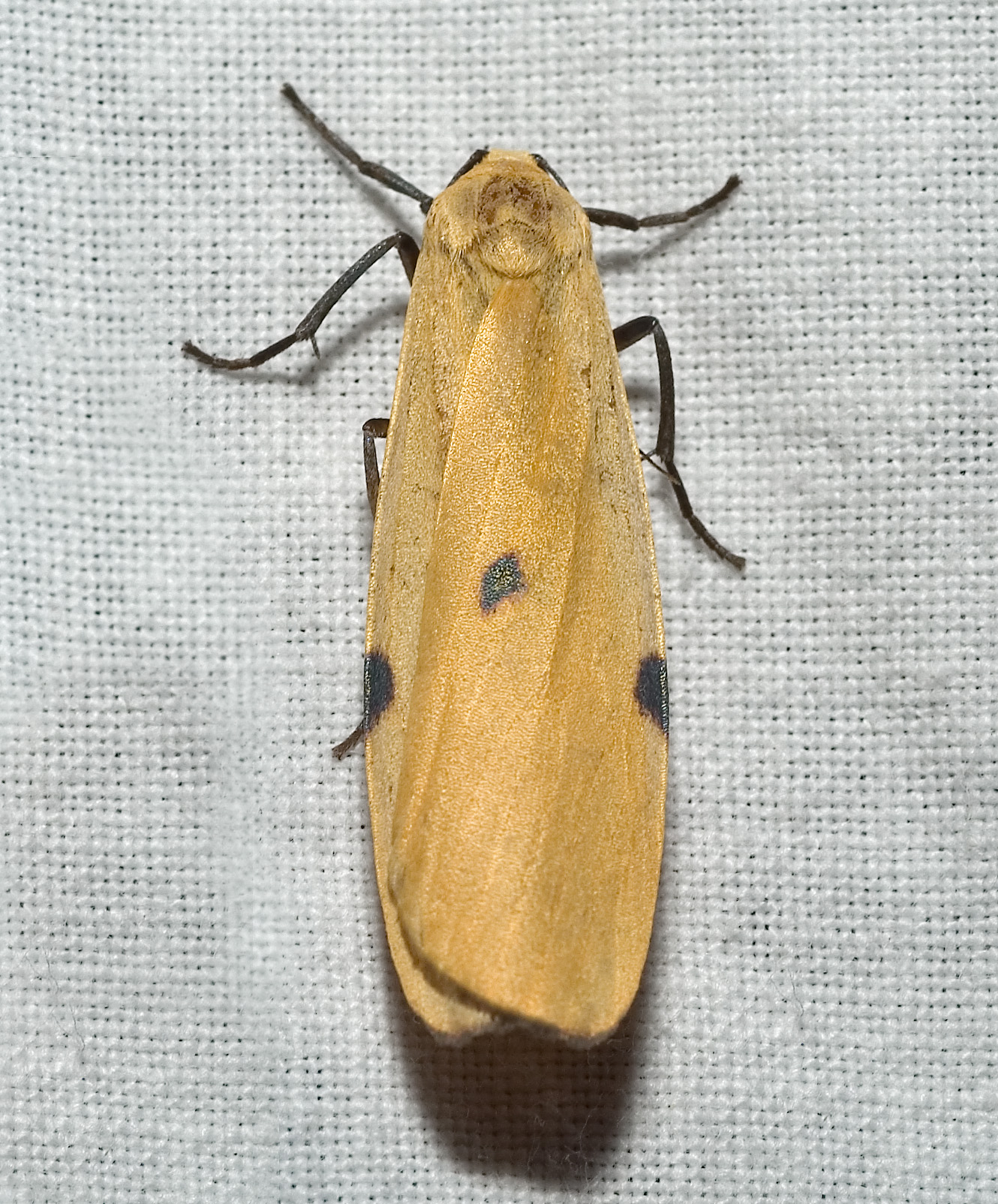
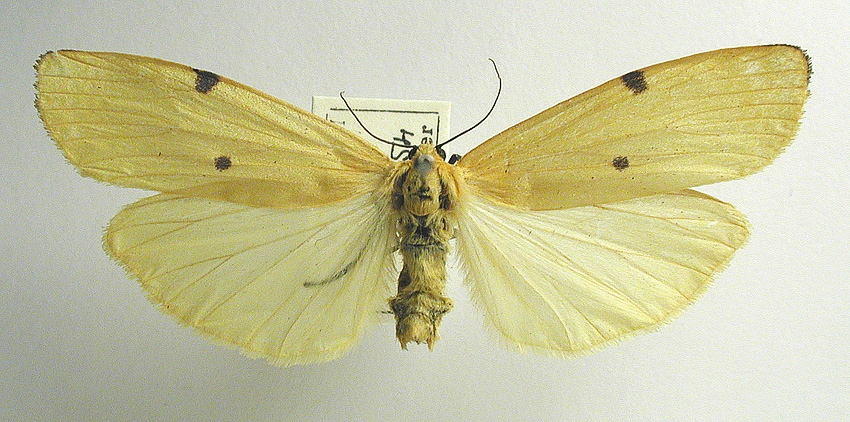

## Dottertaxa tillLithosia, i alfabetisk ordning[1][2]
- Lithosia albescens
- Lithosia amoyca
- Lithosia atra
- Lithosia atroradiata
- Lithosia atuntseica
- Lithosia chekiangica
- Lithosia chrysargyrea
- Lithosia clarivenata
- Lithosia colonoides
- Lithosia confluens
- Lithosia damavendi
- Lithosia deplana
- Lithosia dives
- Lithosia eburneola
- Lithosia eliesabethae
- Lithosia fasciata
- Lithosia flavescens
- Lithosia formosicola
- Lithosia fukienica
- Lithosia gynaegrapha
- Lithosia horishanella
- Lithosia hunanica
- Lithosia innshanica
- Lithosia insolata
- Lithosia karenkona
- Lithosia levyi
- Lithosia likiangica
- Lithosia lungtanica
- Lithosia luteomarginata
- Lithosia magnata
- Lithosia minima
- Lithosia pallida
- Lithosia pavescens
- Lithosia postmaculosa
- Lithosia pseudocomplana
- Lithosia quadra
- Lithosia ranrunensis
- Lithosia ratonella
- Lithosia rhyparodactyla
- Lithosia saitonis
- Lithosia sakia
- Lithosia seminigra
- Lithosia sikkima
- Lithosia subcosteola
- Lithosia szetchuana
- Lithosia taishanica
- Lithosia taiwanella
- Lithosia tienmushanica
- Lithosia tomponis
- Lithosia triangularis
- Lithosia uniformeola
- Lithosia unipunctata
- Lithosia usuguronis
- Lithosia violagrisescens
- Lithosia yuennanensis